# کمبل مک‌کواری
کمبل مک‌کواری (به انگلیسی: Campbell Macquarie) یک کشتی بود.